# Варнкен, Альберто
Альбе́рто Ва́рнкен (исп. Alberto Warnken; 1 февраля 1889, Сантьяго, Чили — 14 сентября 1944) — чилийский футбольный арбитр. На чемпионате мира 1930 года судил матч между сборными Румынии и Перу. Изгнав с поля перуанца Пласидо Галиндо, Альберто Варнкен стал первым арбитром, удалившим игрока в матче чемпионата мира. На матчах Югославия — Боливия, Уругвай — Румыния, США — Бельгия и Аргентина — США (полуфинал) работал в качестве бокового судьи.